# Missile FC
Der Missile Football Club ist ein gabunischer Fußballverein aus Libreville.

## Geschichte
Der Verein wurde 2003 gegründet und startete die Saison 2003/2004 in der zweitklassigen Championnat de la D2. Nach zwei Jahren, feierte das Team die Meisterschaft der Division 2 und stieg 2005 erstmals in die Championnat National de D1 auf. Im Jahr eins nach dem Aufstieg, konnte der Verein mit dem dritten Platz einen achtlichen Erfolg feiern. In den folgenden Jahren rutschte Missile, zum mittelmäßigen Verein ab und holte 2006 und 2007 nur den 10. Platz, von 12 Vereinen und entging nur knapp den Abstieg. Es folgten 2009 ein achter und 2010 ein dritter Platz, bevor die Mannschaft 2011 erstmals Landesmeister wurde. Damit qualifizierte sich der Verein erstmals für die CAF Champions League 2012. Dort gewann der Verein das Hinspiel der Vorrunde gegen den ivorischen Vize-Meister Africa Sports National mit 3:2, schied aber nach einem 0:2 im Rückspiel aus.

## Stadion
Der Verein trägt seine Heimspiele im Stade Augustin Monédan de Sibang aus.

## Erfolge
- Championnat National de D1 : 2011

## Missile FC in den afrikanischen Wettbewerben
| Saison | Wettbewerb            | Runde    | Land           | Verein                 | Heim | Auswärts         |
| ------ | --------------------- | -------- | -------------- | ---------------------- | ---- | ---------------- |
| 2011   | CAF Confederation Cup | Vorrunde | Burundi        | AS Inter Star          | 4:0  | 0:1              |
|        | CAF Confederation Cup | 1. Runde | Sudan          | Al-Hasahesa            | 2:1  | 1:1              |
|        | CAF Confederation Cup | 2. Runde | Algerien       | JS Kabylie             | 3:0  | 0:3 (n. E.: 0:3) |
| 2012   | CAF Champions League  | Vorrunde | Elfenbeinküste | Africa Sports National | 3:2  | 0:2              |

## Bekannte Spieler
- Poaty Alliday, gabunischer Nationalspieler[10]
- René Akoué, gabunischer Nationalspieler[11]
- Georges Ambourouet, gabunischer Nationalspieler[10]
- Cyril Avebe, gabunischer Nationalspieler[12]
- Victor Bissafi, gabunischer Nationalspieler[13]
- Étienne Bito’o, gabunischer Nationalspieler[14]
- Karl Max Dany, tschadischer Nationalspieler
- Losséni Komara, ivorische Nationalspieler[15]
- Davy Guimambout, gabunischer Nationalspieler
- Ernoul Itoua, kongolesischer Nationalspieler[14]
- Guy Kanga, kongolesischer Nationalspieler[16]
- Pascal Kalemba, kongolesischer Nationalspieler[17]
- Auriol Kombo, gabunischer Nationalspieler[17]
- Aimar Londo, gabunischer Nationalspieler
- Abassi Mandarano, gabunischer Nationalspieler
- Serge M'bavu, gabunischer Nationalspieler[17]
- Willy Mouketou, gabunischer Nationalspieler[17]
- Chico Mombo, gabunischer Nationalspieler[18]
- Charly Moussono, ehemaliger kamerunischer Beach-Soccer Nationalspieler; Nationalspieler der A-Nationalmannschaft von Gabun
- François Ndéméngone, gabunischer Nationalspieler[17]
- Trésor Ndaya, kongolesischer Nationalspieler[15]
- Ahmat Medego, tschadischer Nationalspieler[14]
- Stephane Ndong, gabunischer Nationalspieler[11]
- Chantry Nguéma, gabunischer Nationalspieler[13]
- Cédric Nko, gabunischer Nationalspieler[17]
- Mesmin Ngara, gabunischer Nationalspieler[13]
- Geoffroy N’game, gabunischer Nationalspieler[17]
- Robert Nsimba, gabunischer Nationalspieler[16]
- Duval Nzembi, gabunischer Nationalspieler[13]
- Aristide Mengue, gabunischer Nationalspieler[13]
- Rodrigue Nzé, gabunischer Nationalspieler[19]
- Duval Nzembi[12]
- Arthur Obiang, gabunischer Nationalspieler[14]
- Mesmin Ondo, gabunischer Nationalspieler[9]
- Juste Otomo, gabunischer Nationalspieler[9]
- Alain Owouba, gabunischer Nationalspieler[13]
- Thibaut Tchicaya, kongolesischer Nationalspieler